# Торгмаш (завод)
ОАО «Торгмаш» (Барановичский завод торгового машиностроения; бел. ААТ «Гандальмаш»; Баранавіцкі завод гандлёвага машынабудавання) — белорусское предприятие по производству технологического оборудования для предприятий торговли и общественного питания, а также бытовой техники, расположенное в городе Барановичи Брестской области.

## История
В 1946 году в Барановичах на базе ремонтных мастерских был организован ремонтно-механический завод, входивший в систему Белорусского республиканского машиностанкостроительного треста Министерства местной промышленности БССР. В 1958 году завод преобразован в Барановичский завод вентиляционного оборудования. В декабре 1960 года (по другой информации, в 1963 году) был преобразован в Барановичский завод торгового машиностроения. В 1963 году были введены в эксплуатацию новые цеха — литейный и сборочный. В 1966 году завод начал подчиняться Министерству машиностроения для лёгкой и пищевой промышленности и бытовых приборов СССР. Предприятие специализировалось на производстве мясорубок, картофелечисток, овощерезок, протирочных машин, холодильных шкафов для организаций и индивидуального пользования. В 1976 году завод был преобразован в головное предприятие Белорусского производственного объединения торгового машиностроения «Белорусторгмаш». В 1983—1986 годах предприятие было расширено. В 1987 году на предприятии было создано специальное конструкторское бюро торгового машиностроения. В 1987 году завод был передан в систему Министерства судостроительной промышленности СССР, в 1991 году передан в состав Госкомитета Республики Беларусь по промышленности и межотраслевым производствам (с 1994 года — Министерство промышленности Республики Беларусь). В 2000 году завод был преобразован в республиканское унитарное производственное предприятие (РУПП) «Торгмаш», в 2002 году — в республиканское производственное унитарное предприятие (РПУП).

## Современное состояние
В настоящее время на предприятии насчитывается 4 основных цеха: заготовительно-сварочный, литейный, механический, сборочный. Численность сотрудников составляет около тысячи человек.
Предприятие выпускает технологические овощерезки, тестомесильные машины, протирочно-резательные машины, планетарные миксеры, машины для переработки овощей, машины очистки овощей, картофелечистки, мясорубки, ленточные пилы для мясопродуктов, слайсеры, бытовые воскотопки, мясорубки, винтовые прессы, медогонки, холодильное оборудование, запчасти к оборудованию, купели с дровяной погружной печью, наклонные подъёмники, бетонные смеси.